# Chiesa di San Nicolò (Misterbianco)
La chiesa di San Nicolò è un edificio di tipo religioso che sorge nel cuore del centro cittadino del paese di Misterbianco; è possibile accedervi sia dall'ingresso principale che da quello secondario sito sulla dalla strada intitolata al suo nome (via San Nicolò). A seguito del terremoto del terremoto del 21 aprile 2023 attualmente è chiusa al culto per il crollo di alcuni calcinacci, pezzi di stucco in gesso di cornicioni e modanature.

## Storia
La chiesa venne edificata dopo la colata lavica dell'Etna del 1669 che invase l'antica Misterbianco e fu la prima a sorgere sul luogo dove oggi fu costruito il nuovo centro abitato, infatti fu progettata sul modello di una chiesa già esistente che venne completamente rasa al suolo insieme al resto dell'antico paese distrutto.
Inizialmente la chiesa era stata progettata per esserne dedicata alla Madonna delle Grazie, ma in seguito a un crollo intorno alla metà del XVIII secolo, l'aspetto del progetto iniziale mutò e questo venne modificato assieme alla consacrazione che prima fu a San Domenico ed infine un ulteriore cambio decise la definitiva dedica condivisa alla Madonna del Rosario e al santo portatore del titolo dell'edificio, San Nicolò.
Nella chiesa sono presenti alcune opere stimate intorno alla metà del XVII secolo e tra queste vi è un dipinto raffigurante San Pietro assieme ad altri due santi, San Lorenzo e San Placido; degna di nota infine, è presente (in fondo alla chiesa, posto al centro) una pala d'altare in cui è raffigurata la Madonna del Rosario.